# Dichochrysa congolana
Dichochrysa congolana är en insektsart som först beskrevs av Navás 1911.  Dichochrysa congolana ingår i släktet Dichochrysa och familjen guldögonsländor. Inga underarter finns listade i Catalogue of Life.